# Cattedrale dei Santi Filippo e Giacomo
La cattedrale dei Santi Filippo e Giacomo è una chiesa monumentale di Sorrento; è cattedrale dell'arcidiocesi di Sorrento-Castellammare di Stabia ed è sede parrocchiale.

## Storia
La prima cattedrale di Sorrento era ubicata nella zona dell'attuale cimitero e fu spostata all'interno della cinta muraria, nella chiesa dei Santi Felice e Baccolo, durante il X secolo, in attesa della costruzione di una nuova, la quale fu terminata intorno all'XI secolo e consacrata dal cardinale Riccardo de Albano, il 16 marzo 1113, alla Vergine Assunta e ai santi apostoli Filippo e Giacomo. Durante il corso degli anni subì notevoli ampliamenti come quelli voluti dal vescovo Domizio Falangola, nel 1450 e dal cardinale Francesco Remolines, nel 1505; dopo l'invasione dei Turchi nel 1558, fu totalmente ricostruita nel 1573, per volere del vescovo Giulio Pavese ed assunse l'aspetto attuale, in stile barocco, a seguito dei lavori di inizio Settecento, portati avanti dai vescovi Didaco Petra e Filippo Anastasio. Unico cambiamento degno di rilievo è la facciata, completamente rifatta nel 1924, in stile neogotico, a seguito di una violenta tromba d'aria che danneggiò l'intera struttura. Nel 1936 tutte le opere pittoriche presenti all'interno della chiesa furono sottoposte a restauro.

## Struttura

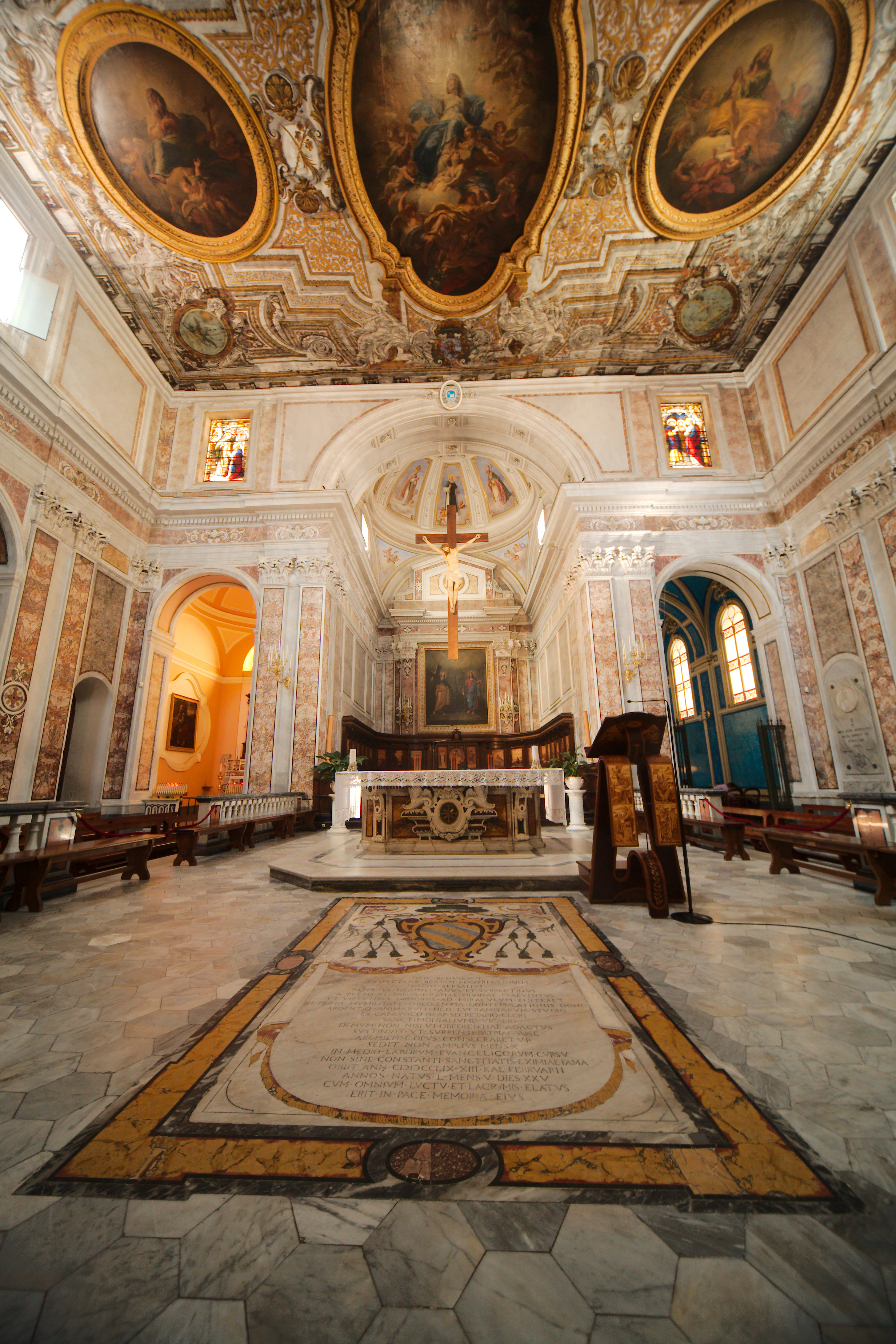
Altare maggiore

La chiesa, costruita sui resti di un antico tempio greco, si affaccia sulla piazza del vescovado e possiede una facciata in stile neogotico, realizzata nel 1924: suddivisa in due da una trabeazione, la parte inferiore presenta tre ingressi, ossia quello centrale, il principale, risalente al XVI secolo, caratterizzato da due colonne in marmo rosa, provenienti da antichi templi pagani, sulle quali posa un arco ogivale, che funge da tettoia e due laterali, più piccoli; sugli ingressi, tre lunette affrescate: in quella centrale la vergine Assunta, mentre in quelle laterali i santi Filippo e Giacomo. La parte superiore della facciata presenta un bordo decorato con merlature di microarcatelle e nella parte centrale è posto un rosone cieco, di maggiori dimensioni, rispetto ai due laterali, più piccoli; la facciata si completa con due lapidi, una che ricorda i lavori voluti dal vescovo Giuseppe Giustiniani e l'altra il poeta Torquato Tasso.
L'interno della chiesa è a forma di croce latina, con tre navate, separate da quattordici pilastri e soffitto piano, decorato con tele in stile barocco, raffiguranti i martiri sorrentini del II secolo, realizzate da Francesco Francareccio e Oronzo e Nicola Malinconico. Sopra l'ingresso è posto l'organo, commissionato nel 1901 ai fratelli Fiorentino e ricco di intagli. Il presbiterio è caratterizzata da un soffitto decorato con tele di Giacomo del Pò, realizzate nel 1700 e raffiguranti l'Assunta e San Filippo e Giacomo; sull'altare maggiore è posta una pala di autore ignoto, del XVII secolo, con protagonisti, anche in questo caso, San Filippo e Giacomo. La zona si completa con un coro ligneo, completato nel 1938, in legno di noce del Caucaso e intarsiato dagli artigiani sorrentini: fu sistemato dove precedentemente era un altare donato nel 1856 da re Francesco II al vescovo Francesco Saverio Apuzzo e proveniente dalla chiesa di San Marcellino a Napoli. La cupola sovrastante, affrescata nel 1902 da Pietro Barone e Augusto Moriani, presenta, negli otto spicchi in cui è divisa, i santi compratroni della diocesi.
Sul lato destro si aprono una cappella dove sono conservati bassorilievi in marmo, realizzati da Andrea Pisano, che raffigurano gli apostoli e il Redentore, oltre ad essere presente il fonte battesimale in cui, nel 1544, fu battezzato Torquato Tasso, la cappella dedicata ai primi quattro vescovi di Sorrento, le cui reliquie, sono conservate sotto l'altare in marmo e la cappella del Sacro Cuore di Gesù; sullo stesso lato si apre anche un ingresso laterale, voluto dall'arcivescovo Giacomo de Santis e realizzato nel 1479: il portale presenta pannelli intarsiati che raffigurano il Credo e scene della vita religiosa cittadina, mentre l'architrave reca gli stemmi di papa Sisto IV e del re Ferrante d'Aragona. Sul lato sinistro sono invece presenti la cappella dedicata al Cuore di Maria, con statua in legno del Citarelli, raffigurante la Madonna che accoglie sotto il suo manto una fanciulla e la cappella del Presepe, nella quale è esposto un presepe napoletano del XVII secolo; sullo stesso lato si apre la sagrestia, costruita nel 1608, al cui interno sono conservati le tele dei vescovi, paramenti sacri ed una tavola raffigurante la trasfigurazione del Signore, dono dell'arcidiacono Giovanni Ammone. 

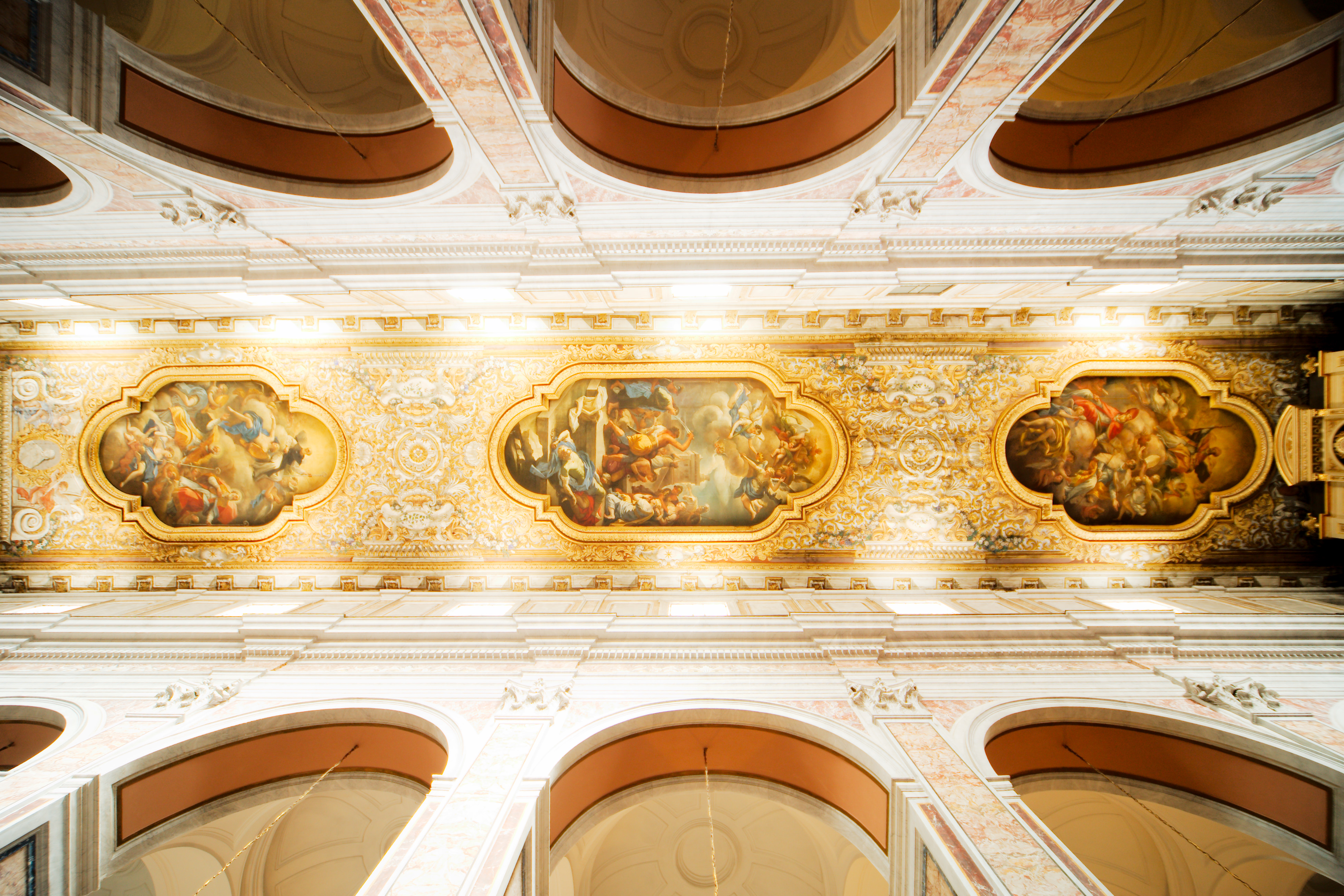
Decorazioni della navata centrale

Nel lato destro del transetto si apre la cappella di San Michele che custodisce una tavola del XV secolo ritraente la nascita di Gesù, su un fondo in oro e la cappella del Santissimo Sacramento, dove è posta una statua in legno di un Cristo seduto su un trono, del XVII secolo. Sul lato sinistro del transetto è invece la cappella di San Giovanni in Fontibus o della Riconciliazione, decorata con stucchi e pavimentata in marmi, tutti del XVIII secolo ed impreziosita da una pittura della Madonna delle Grazie ed una statua della Madonna Addolorata; sullo stesso lato anche la cappella di Sant'Antonino Abate, patrono della città, con statua in legno del santo, del XVIII secolo ed altare in marmi policromi, risalente al XVII secolo.
Degna di nota è la cattedra episcopale realizzata con marmi sia di epoca romana che cinquecenteschi ed il pulpito, del XVI secolo, poggiante su colonne angolari in marmo che culminano con capitelli dorici, decorato con un bassorilievo, effigiante il battesimo di Gesù: al di sotto del pulpito, è un altare con una tavola di Salvatore Buono del 1573, che raffigura la Madonna con il bambino e i santi Giovanni Battista ed Evangelista. Ed ancora: una lastra marmorea scolpita con la figura di una leonessa, utilizzata come lapide sepolcrale e risalente al X secolo e quattordici composizioni in legno, riproducenti la Via Crucis, intarsiate da Giovanni Paturzo. Di pregevole fattura il tamburo d'ingresso, realizzato nel 1989, con pannelli intarsiati da artigiani sorrentini, raffiguranti scene di vita religiosa sorrentina come la visita di San Pietro a San Renato a Sorrento nel 43 o 44 e l'arrivo delle reliquie di Filippo e Giacomo nel 1110: l'opera è stata disegnata da Vincenzo Stinga e realizzata da Giuseppe Rocco.
Il campanile, spostato rispetto alla chiesa di circa cinquanta metri, poggia su basamento di epoca romanica, risalente probabilmente all'XI secolo, decorato con colonne: sopra al basamento, quattro sezioni quadrate, decorate con archi, cornici, nicchie ed un orologio con piastrelle in ceramiche.